# Musa Juwara
Musa Juwara (Tujereng, 26 de diciembre de 2001) es un futbolista gambiano. Juega de delantero y su equipo es el Pogoń Szczecin de la Ekstraklasa. Es internacional absoluto por la selección de Gambia desde 2020.

## Trayectoria
Nacido en Gambia, llegó a Italia como migrante en 2016. Comenzó su carrera en las inferiores del Virtus Avigliano, A. C. ChievoVerona y un préstamo al Torino F. C. Debutó en la Serie A con el Chievo el 25 de mayo de 2019 en el empate sin goles ante el Frosinone Calcio.
El 8 de julio de 2019 fichó por el Bologna F. C. 1909.

## Selección nacional
Debutó con la selección de Gambia el 9 de octubre de 2020 ante Congo.

## Estadísticas
Actualizado al último partido disputado el 24 de mayo de 2025.
| Club                        | Div.          | Temporada     | Liga  | Liga  | Copas nacionales | Copas nacionales | Copas internacionales | Copas internacionales | Total | Total |
| Club                        | Div.          | Temporada     | Part. | Goles | Part.            | Goles            | Part.                 | Goles                 | Part. | Goles |
| --------------------------- | ------------- | ------------- | ----- | ----- | ---------------- | ---------------- | --------------------- | --------------------- | ----- | ----- |
| A. C. ChievoVerona · Italia | 1.ª           | 2018-19       | 1     | 0     | 0                | 0                | —                     | —                     | 1     | 0     |
| A. C. ChievoVerona · Italia | Total club    | Total club    | 1     | 0     | 0                | 0                | 0                     | 0                     | 1     | 0     |
| Bologna F. C. 1909 · Italia | 1.ª           | 2019-20       | 7     | 1     | 1                | 0                | —                     | —                     | 8     | 1     |
| Bologna F. C. 1909 · Italia | 1.ª           | 2020-21       | 5     | 0     | 0                | 0                | —                     | —                     | 5     | 0     |
| Bologna F. C. 1909 · Italia | Total club    | Total club    | 12    | 1     | 1                | 0                | 0                     | 0                     | 13    | 1     |
| Boavista F. C. Portugal     | 1.ª           | 2020-21       | 3     | 0     | 0                | 0                | —                     | —                     | 3     | 0     |
| Boavista F. C. Portugal     | Total club    | Total club    | 3     | 0     | 0                | 0                | 0                     | 0                     | 3     | 0     |
| F. C. Crotone · Italia      | 2.ª           | 2021-22       | 3     | 0     | 1                | 0                | —                     | —                     | 4     | 0     |
| F. C. Crotone · Italia      | Total club    | Total club    | 3     | 0     | 1                | 0                | 0                     | 0                     | 4     | 0     |
| Odense BK Dinamarca         | 1.ª           | 2022-23       | 0     | 0     | —                | —                | —                     | —                     | 0     | 0     |
| Odense BK Dinamarca         | Total club    | Total club    | 0     | 0     | 0                | 0                | 0                     | 0                     | 0     | 0     |
| Vejle BK Dinamarca          | 1.ª           | 2023-24       | 31    | 3     | 3                | 1                | —                     | —                     | 34    | 4     |
| Vejle BK Dinamarca          | 1.ª           | 2024-25       | 29    | 4     | 0                | 0                | —                     | —                     | 29    | 4     |
| Vejle BK Dinamarca          | Total club    | Total club    | 60    | 7     | 3                | 1                | 0                     | 0                     | 63    | 8     |
| Pogoń Szczecin · Polonia    | 1.ª           | 2025-26       | 0     | 0     | 0                | 0                | —                     | —                     | 0     | 0     |
| Pogoń Szczecin · Polonia    | Total club    | Total club    | 0     | 0     | 0                | 0                | 0                     | 0                     | 0     | 0     |
| Total carrera               | Total carrera | Total carrera | 79    | 8     | 5                | 1                | 0                     | 0                     | 84    | 9     |